# Lidija Vukčević
Lidija Vukčević (Zagreb, 27. rujna 1954.), znanstvenica, književnica i fotografkinja. 
Diplomirala je jugoslavistiku i filozofiju, magistrirala i doktorirala  na Filozofskom fakultetu u Zagrebu. Postdoktorsko usavršavanje na Universite Stendhal Grenoble, Francuska. Niz godina radila kao srednjoškolska i sveučilišna nastavnica, mentorica i viši predavač, u zemlji i inozemstvu.
Objavila pedesetak znanstvenih i preko stotinu stručnih radova u domaćoj i inozemnoj periodici na hrvatskom i talijanskom jeziku o književnicima 20. i 21. stoljeća. Prevodi i objavljuje s talijanskog i na talijanski jezik.
Njeni poetski i prozni tekstovi uvršteni su u brojne suvremene antologije i časopise. Objavljeni su prijevodi i prepjevi na albanski, makedonski, slovenski, mađarski, njemački i francuski jezik. Cjeloviti ciklusi njene poezije objavljeni dvojezično u izvorniku i na talijanskom jeziku.
Objavila:
- dvije znanstvene monografije o:

1. Veljku Milićeviću (1985.) i
2. Milošu Crnjanskom (1995.), Romani Miloša Crnjanskog - evolucija romaneskne forme[1]

- šest zbirki poezije

1. Boja šafrana, 1992.
2. Il velo, 1997.(na talijanskom, vlastiti prijevod)
3. Latinska knjiga, 1998.
4. Lepeza, 1999.
5. Zagrljaj jezika, 2011.
6. Blagi dani, 2021.

- trianaest knjiga proze:

1. Rječnik slučajnosti, 2006.
2. Pisma jednog teroriste jednom sadisti, 2006.
3. Moj filozofski rječnik, 2008.
4. Obične stvari, 2009.
5. Fabrika malih utopija, 2011.
6. Kiši li neprekidno nad Kotorom?, 2012.
7. Rječnik nužnosti, 2013.
8. Istinite priče, 2014.
9. Zapadni zapisi, 2015.
10. Poetika tijela, 2016.
11. Zemlja kava, more tinta, nebo ruzmarin, 2018.
12. Budzaštar ili Pojmovnik trivijalnosti, 2022.
13. Aporije politike, 2023.

U pripremi za tisak:  L'abbraccio della lingua (prepjev A. Anellija i L. Vukčević, na talijanski jezik, Ticinum editore, Italija).
Od 2012. bavi se fotografijom. Izlaže u Italiji, Zagrebu i Crnoj Gori. Deset samostalnih izložbi.
Od 2015. je u mirovini ugledne hrvatske umjetnice.
2023.izabrana za izvanrednu članicu Dukljanske akademije nauka i umjetnosti.